# Escolament (hidrologia)

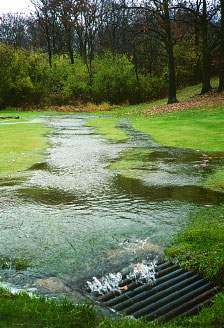
Escolament

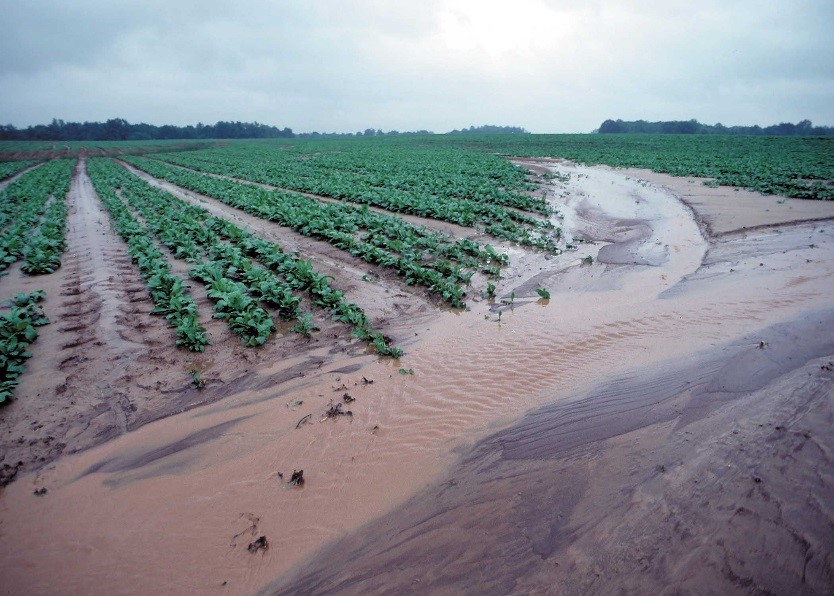
Escolament llevant sediments en una zona agrícola

L'escolament (hidrologia, geomorfologia, geografia, ciència del sòl) és el moviment de les aigües continentals per influència de la gravetat en forma concentrada o ramificada. Part de l’aigua de pluja que arriba a la superficie del sòl i es desplaça per acció de la gravetat.
L’escolament és subterrani, o per filtració, en els terrenys calcaris, o per penetració per les diàclasis; quan no es produeix filtració, l’escolament és superficial. L’escolament és determinat per factors climàtics, orogràfics, morfològics i biogeogràfics.
El balanç anual d’escolament és donat per l'índex d’escolament, altura en mm de l’aigua de pluja escolada durant un any, pel coeficient d’escolament, relació entre l’aigua escolada i la caiguda de pluges, i pel dèficit d’escolament, diferència entre l’índex pluviomètric i l’índex d’escolament (balanç hídric). (es escorrentía; fr écoulement; en runoff, flow)

## Factors climàtics que afecten l'escolament
- La durada i intensitat de la pluja: l'escolament total d'una tempesta està relacionat amb la durada i la intensitat de la pluja. La durada és la durada de la tempesta, i la intensitat és la velocitat a la qual plou. La taxa d'infiltració normalment disminueix amb el temps en les etapes inicials d'una tempesta. Així una tempesta de curta durada pot no produir escolament, mentre que una tempesta de menor intensitat però de llarga durada podria provocar escolament.
- L'estació de l'any: En moltes àrees, hi ha un patró estacional definit quan és probable que es produeixin tempestes importants. Al voltant del període hivernal o estació latent, la coberta vegetal es redueix significativament per als camps de conreu i boscos, amb major mesura als boscos caducifolis. Els camps de conreu resten nus o poden restar-hi durant setmanes abans i després plantació. A les zones humides i semihumides, hi ha un augment gradual de la humitat del sòl durant el període latent.
- Les condicions meteorològiques prèvies a la tempesta: El clima durant un període de 5 a 10 dies abans d'una tempesta pot afectar el nivell d'humitat del sòl a l'hora de la precipitació. Temperatures altes, vents, poca humitat i l'altà radiació solar augmenten l'evaporació i la transpiració (evapotranspiració). Això redueix el contingut d'humitat del sòl, proporciona més capacitat d'emmagatzematge i augmenta la infiltració.[4]

## Altres factors que condicionen l'escolament
- Els factors geogràfics són la localització geogràfica de la conca i la seva morfologia, la latitud, longitud i altitud, la forma, el pendent de la conca, els tipus de superfície per on l'aigua circula i el tipus dels cursos d'aigua existents.
- Els factors hidrogeològics són la permeabilitat del terreny i la profunditat de les capes freàtiques.
- Els factors biològics inclouen el tipus de la coberta vegetal i lacció humana desenvolupada.[6]

## Tipus d'escolament en relació al sòl
Diverses formes de desplaçament de l'aigua de pluja tenen lloc, cadascuna amb les seves pròpies característiques: l'aigua que circula sobre la superfície del sòl després d'un episodi de pluja és coneguda com a escolament superficial; l'aigua infiltrada que es mou gairebé horitzontalment als primers horitzons del sòl, que estan parcialment o totalment saturats d'aigua, s'anomena escolament subsuperficial, aquest tipus de moviment es veu facilitat per una capa relativament impermeable prop de la superfície, i pot donar lloc a la formació temporal d'una capa freàtica suspesa; l'aigua de percolació que es desplaça dins del sòl i la capa freàtica és coneguda com a escolament subterrani, aquest tipus d'aigua és essencial per a la recàrrega dels aqüífers i desempenya un paper clau en el cicle hidrològic, i finalment, l'escolament nival està associat a la fusió de la neu en zones de muntanya i pot contribuir de manera significativa a l'escolament superficial. Cada un d'aquests processos es produeix a velocitats molt diferents. Per exemple, l'escolament superficial té un moviment ràpid i pot causar crescudes.

## Escolament: paràmetres hidrològics i hidrogeològics

### Cabal d’escolament
Volum d’aigua d’escolament per unitat de temps i de superfície. La seva equació de dimensions és: [L3L−2T−1].

#### Fórmula Racional
La fórmula racional té en compte l'àrea de la conca i la intensitat de la pluja. Acceptant que durant el temps que dura la pluja, o quan ja s'ha assolit, com a mínim un cop, el cabal d'equilibri, la capacitat d'infiltració de la conca no canvia, es pot aplicar la fórmula racional:
{\displaystyle Q=((C.I.A)\div 3,6).k}
on: Q (m3/s) Cabal punta que correspon a un període de retorn donat. C Coeficient d’escolament, (coeficient adimensional) o la fracció de pluja que vessa de forma directa. I (mm/h) Màxima intensitat mitjana de la pluja A (km²) Superfície de la conca. k (km²) Coeficient d'uniformitat, on es té en compte la irregularitat temporal de la pluja.

### Cabal de la punta d’escolament
És la quantitat màxima d’aigua d’escolament d’una superfície per unitat de temps (Q(cabal) en m3 s1).
Depenent de la mida i les característiques de la conca, s'han adaptat diverses fórmules per al càlcul del cabal d’escolament: mètode racional (fórmula de Ramser), fórmula de Chanier, fórmula de Frevert, mètode de Cook, mètode del nombre de corba i mètode de l’hidrograma unitari.

## Escolament i erosionabilitat
El sòl, en principi, absorbeix la pluja, però si és intensiva o insistent, depassarà la capacitat d'infiltració i començarà l'escolament o correntia. […] Quan la infiltració i el flux superficial són depassats, l'aigua acaba circulant en una pel·lícula es desplaça per la superfície augmentant a poc a poc el volum i la velocitat.[…] en sòl saturat, la circulació esdevé gairebé contínua i més efectiva en el rentat i l'arrossegament. Vessant avall, el mantell comença a confluir en filets (riells o solcs); (en, rill erosion).
L'escolament en mantell iniciat per la concentració en filets constitueix l'escolament superficial, també anomenat flux de superfície. És un fenomen curt i esporàdic comparat amb el corrent fluvial. El flux superficial adopta diverses formes:
- flux laminar: un mantell o capa de només 1 o 2 cm de gruix que flueix suaument sobre la cresta o per sobre de les roques de la part alta del vessant. L'erosió mecànica és poca, però els ions, els col·loides i les argiles són arrossegats i transportats en solució o suspensió.
- corrent turbulent: als llocs amb més pendent a la part mirjana del vessant, on l'aigua guanya velocitat i turbulència fent que l'erosió mecànica actui.
- corrent ondulant (surging): corrent d'aigua amb glopades irregulars empesa pels regalls i des de la part alta que produeix un efecte semblant al del trencament de petites rescloses.

A banda de la intensitat de l'escolament, l'erosió superficial s'intensifica d'acord amb el gau d'erosionabilitat de les roques i del seu estat de meteorització, podent-se produir, en molts casaos, una denudació de més de 2 mm/any en un medi subàrid i gairebé la mateixa en algunes condicions en un medi intertropical humit.